# William Breach
William Breach (ur. 23 czerwca 1916) – brytyjski lekkoatleta, skoczek w dal.
Podczas mistrzostw Europy w 1938 roku zajął 6. miejsce z wynikiem 7,16.
Mistrz kraju (AAA Championships) z 1939 roku, w 1934 zwyciężył w mistrzostwach kraju w kategorii juniorów.